# Норрчёпинг Долфинс
«Норрчёпинг Долфинс» — шведский профессиональный баскетбольный клуб из города Норрчёпинг. Выигрывал национальное первенство в 2010 году. Высшим достижением в еврокубках является выход в Топ-16 Еврочелленджа в сезоне 2010/2011

## Титулы
- Чемпион Швеции: 1998, 2010, 2012, 2018

## Сезоны
| Сезон   | Лига        | Уровень | РЧ | Плей-Офф | Еврокубки                           |
| ------- | ----------- | ------- | -- | -------- | ----------------------------------- |
| 2010-11 | Баскетлиган | 1       | 3  | Финал    | Второй групповой этап Еврочелленджа |
| 2011-12 | Баскетлиган | 1       | 1  | -        | Групповой этап Еврочелленджа        |